# Europees kampioenschap voetbal vrouwen onder 19 - 2008
Het Europees kampioenschap voetbal vrouwen onder 19 van 2008 (kortweg: EK voetbal vrouwen -19) was de 11e editie van het Europees kampioenschap voetbal vrouwen onder 19 en is bedoeld voor speelsters die op of na 1 januari 1989 geboren zijn. Ondanks de leeftijdgrens van 19 jaar mochten ook speelsters van 20 jaar meespelen omdat de leeftijdsgrens alleen bij het begin van de kwalificatie voor het EK geldt. Het toernooi werd gespeeld van 7 juli 2008 tot en met 19 juli 2008 in Frankrijk

## Geplaatste teams
- Frankrijk (Gastland)
- Zweden (Winnaar kwalificatie groep 1)
- Engeland (Winnaar kwalificatie groep 2)
- Duitsland (Winnaar kwalificatie groep 3)
- Schotland (Winnaar kwalificatie groep 4)
- Noorwegen (Winnaar kwalificatie groep 5)
- Spanje (Winnaar kwalificatie groep 6)
- Italië (Beste Nummer 2)

## Groepsfase

### Groep A
| Land         | Wed | Win | Gel | Ver | DS | Pnt |
| ------------ | --- | --- | --- | --- | -- | --- |
| 1. Italië    | 3   | 2   | 0   | 1   | 0  | 6   |
| 2. Noorwegen | 3   | 1   | 1   | 1   | 0  | 4   |
| 3. Frankrijk | 3   | 1   | 1   | 1   | -1 | 4   |
| 4. Spanje    | 3   | 1   | 0   | 2   | -1 | 3   |

### Groep B
| Land         | Wed | Win | Gel | Ver | DS  | Pnt |
| ------------ | --- | --- | --- | --- | --- | --- |
| 1. Duitsland | 3   | 3   | 1   | 0   | +9  | 7   |
| 2. Zweden    | 3   | 1   | 2   | 0   | +1  | 5   |
| 3. Engeland  | 3   | 1   | 1   | 1   | 0   | 4   |
| 4. Schotland | 3   | 0   | 0   | 3   | -10 | 0   |

## Halve Finale
| Datum                    | Wedstrijd             | Locatie | Resultaat         |
| ------------------------ | --------------------- | ------- | ----------------- |
| 16 juli 2007 (15.30 CET) | Italië - Zweden       | Blois   | 4-0               |
| 16 juli 2008 (17.45 CET) | Duitsland - Noorwegen | Tours   | 1-1 en 2-4 na pen |

## Finale
| Datum                    | Wedstrijd          | Locatie | Resultaat |
| ------------------------ | ------------------ | ------- | --------- |
| 19 juli 2008 (18.45 CET) | Italië - Noorwegen | Tours   | 1-0       |

1998 · 
Zweden 1999 · 
Frankrijk 2000 · 
Noorwegen 2001 · 
Zweden 2002 · 
Duitsland 2003 · 
Finland 2004 · 
Hongarije 2005 · 
Zwitserland 2006 · 
IJsland 2007 · 
Frankrijk 2008 · 
Wit-Rusland 2009 · 
Macedonië 2010 · 
Italië 2011 · 
Turkije 2012 · 
Wales 2013 ·
Noorwegen 2014 ·
Israël 2015 ·
Slowakije 2016 ·
Noord-Ierland 2017 ·
Zwitserland 2018 ·
Schotland 2019 ·
Georgië 2020·
Wit-Rusland 2021 ·
Tsjechië 2022 ·
België 2023 ·
Litouwen 2024 ·
Wit-Rusland 2025 ·